# Tadjoura
Tadjoura (arabisch تاجورة, auch Tadjourah oder Tajura geschrieben; arabisch تجورة Tadschūrra, DMG Taǧūrra; Somali Tajuura; Afar Tagórri) ist eine Stadt in Dschibuti mit etwa 22.000 Einwohnern. Sie liegt am Golf von Tadjoura und ist Hauptstadt der Region Tadjoura.

## Namensherkunft
Der einheimische Name Tagórri ist von dem Afar-Wort tágor oder tógor für „Wasserbehälter aus Ziegenleder“ abgeleitet. *tagór-li bedeutet etwa „hat Behälter aus Ziegenleder zum Wasserholen“ und verweist somit auf einem „wasserreichen Ort“.

## Geschichte

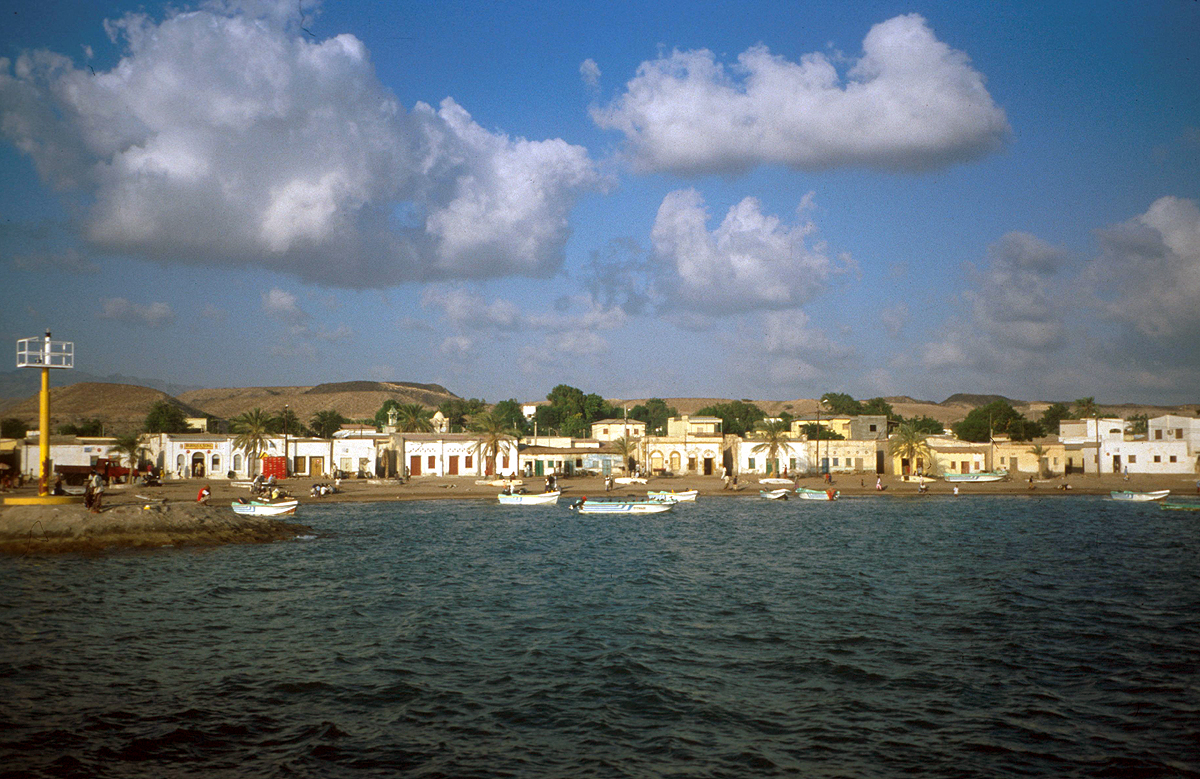
Uferpromenade von Tadjoura

Tadjoura ist die älteste Stadt in Dschibuti. Tadjoura war Hauptstadt eines jener vier Sultanate der Afar (Tadjoura, Raheita, Awsa und Goba'ad), die aus dem Sultanat Adal hervorgegangen waren, und als Hafen Umschlagplatz für Güter aus Shewa und Awsa (Äthiopien). Jährlich begann im September ein großer Bazar in der Stadt. Der Handel mit der Afar-Senke wurde hauptsächlich von Frauen abgewickelt, die ihre Waren auf Kamelen nach Tadjoura brachten, während die Männer zuhause blieben, da Stammesfehden nicht selten waren. Mitte des 19. Jahrhunderts war die Stadt bedeutender Sklavenhandelsplatz (siehe auch: ostafrikanischer Sklavenhandel). Ein weiteres wichtiges Handelsgut war Elfenbein, das von Karawanen aus Aliu Amba gebracht wurde. Nach der französischen Kolonialisierung wurde der Sklavenhandel per Dekret vom 26. Oktober 1889 verboten und bestand von da an nur mehr im Verborgenen und in wesentlich kleinerem Maßstab. Nach Eröffnung der Bahnstrecke von Dire Dawa nach Dschibuti-Stadt büßte Tadjoura weiter an Bedeutung ein. Die Stadt verfügt über einen kleinen Flugplatz.

## Söhne und Töchter der Stadt
- Dileita Mohamed Dileita (* 1958), Premierminister Dschibutis (2001–2013)
- Abdourahman Osman (* 1993), Schwimmer